# Calcinato
Calcinato is een gemeente in de Italiaanse provincie Brescia (regio Lombardije) en telt 11.709 inwoners (31-12-2004). De oppervlakte bedraagt 33,4 km², de bevolkingsdichtheid is 323 inwoners per km².
De volgende frazioni maken deel uit van de gemeente: Calcinatello, Ponte San Marco.

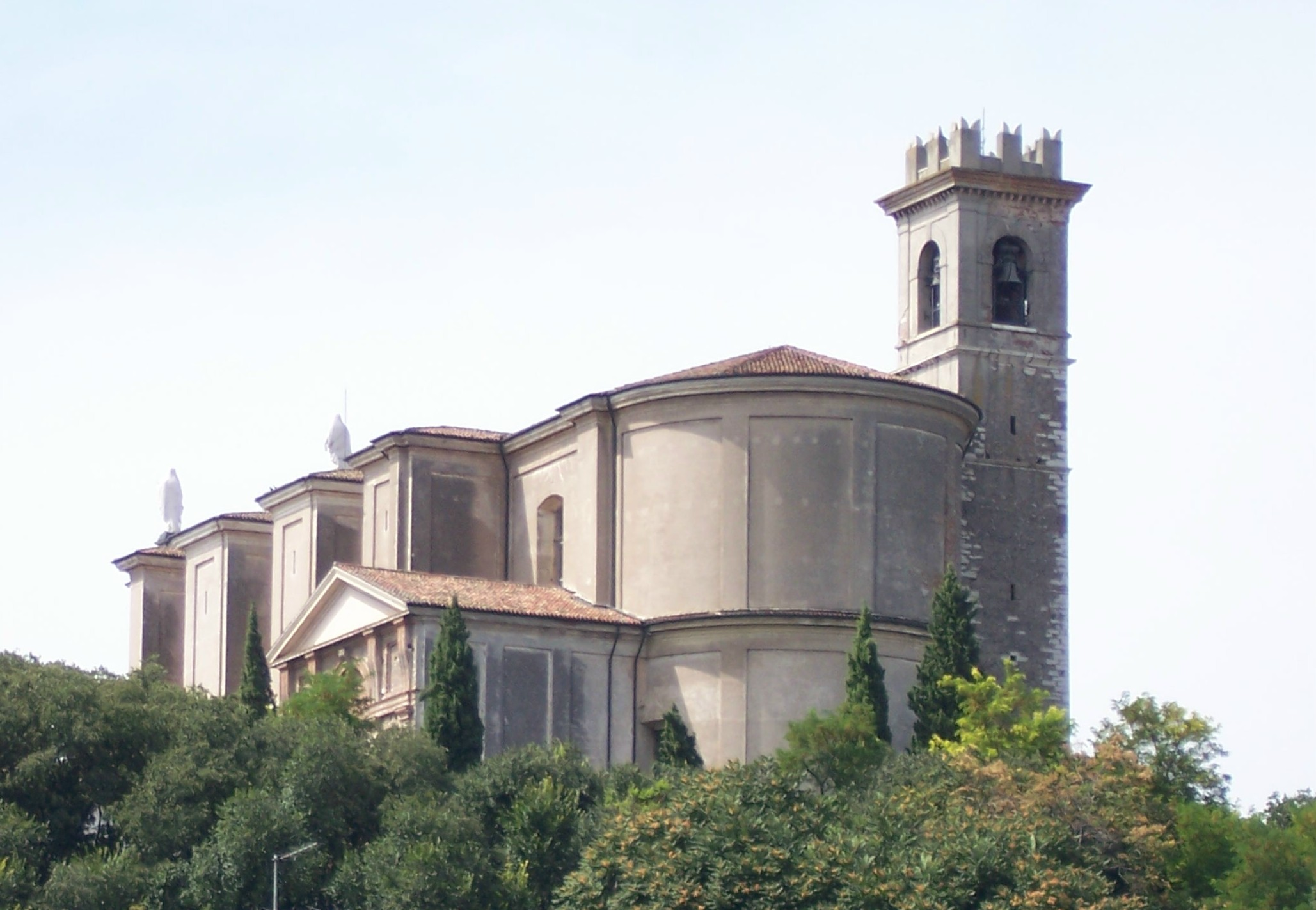
Kerk van Calcinato
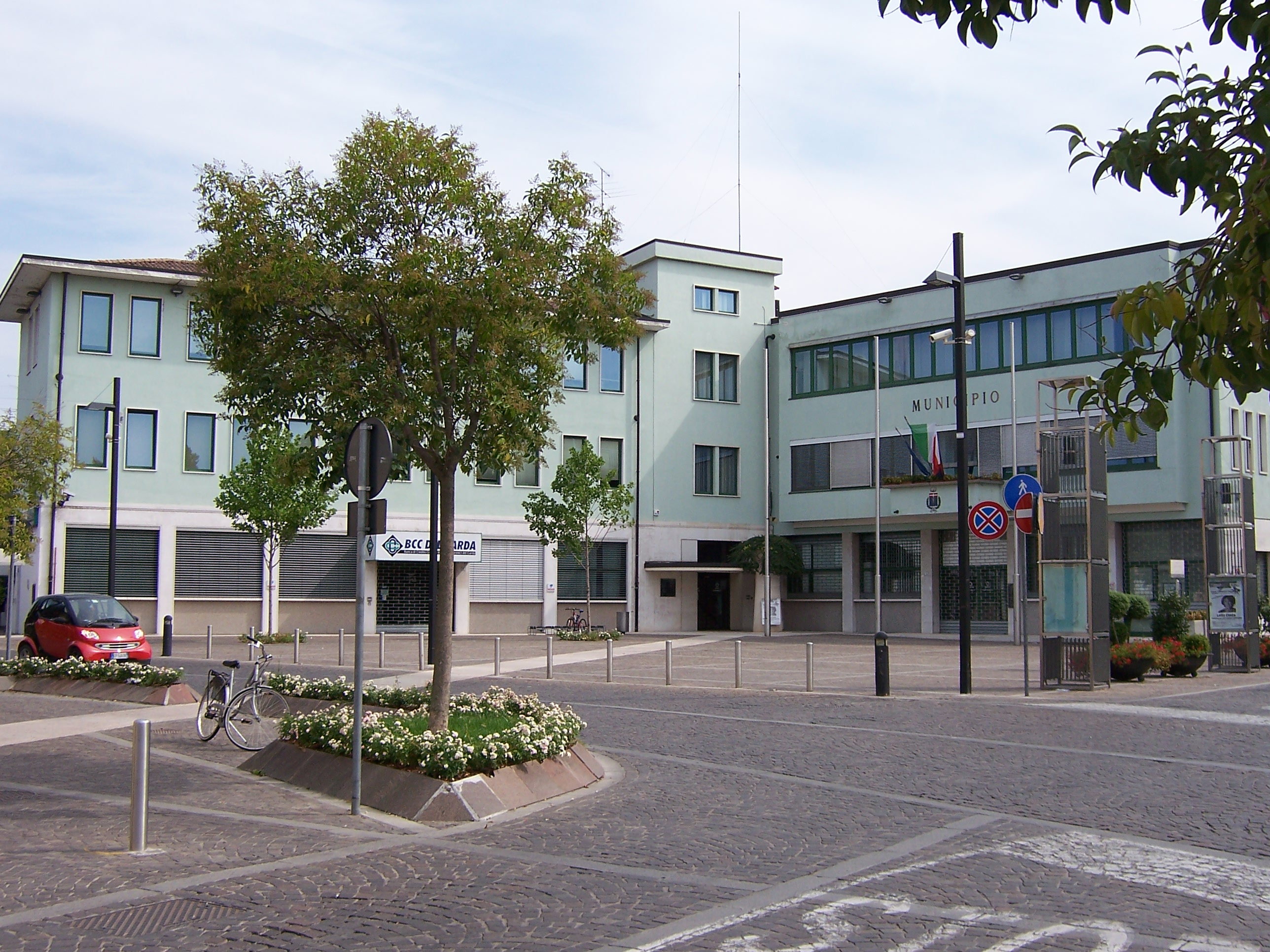
Gemeentehuis

## Demografie
Calcinato telt ongeveer 4594 huishoudens. Het aantal inwoners steeg in de periode 1991-2001 met 15,4% volgens cijfers uit de tienjaarlijkse volkstellingen van ISTAT.
| Jaar | Inwoneraantal |
| ---- | ------------- |
| 1991 | 9229          |
| 2001 | 10.648        |

## Geografie
De gemeente ligt op ongeveer 171 m boven zeeniveau.
Calcinato grenst aan de volgende gemeenten: Bedizzole, Castenedolo, Castiglione delle Stiviere (MN), Lonato, Mazzano, Montichiari.